# Saxotrompa

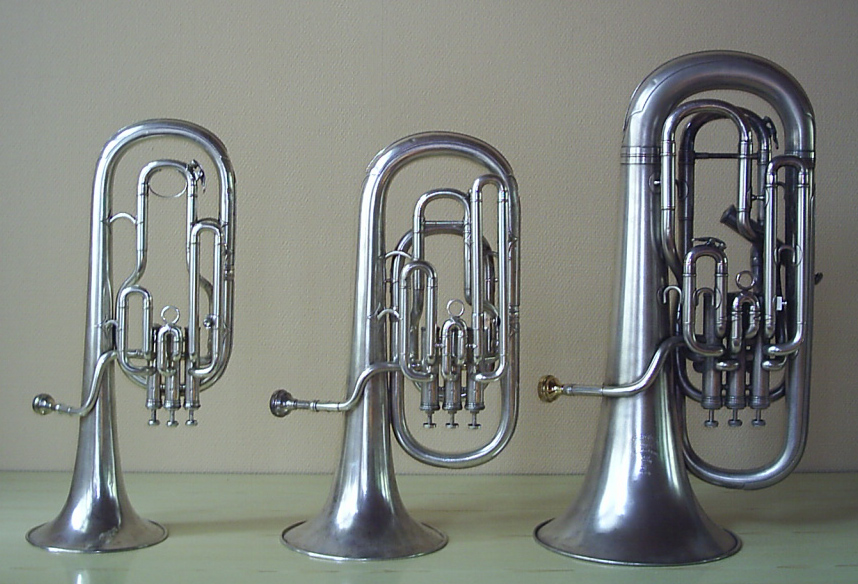
Uma saxotrompa alto, uma saxotrompa tenor e um eufônio.

Uma Saxotrompa, sax-trompa ou Sax-horn, como é mais conhecida no Brasil, é um instrumento de sopro que pertence à família dos metais.

## História
Esses intrumentos foram desenvolvidos por Adolphe Sax, e resultam da adaptação de pistões à trompa de postilhão. O objectivo de Sax era de desenvolver uma família homogénea de instrumentos (à imagem de o que ele tinha feito com os saxofones), para serem usados como substitutos dos metais de orquestra, para as bandas militares e as bandas de metais. Posto isto, em 1844 foram apresentados uma série de instrumentos indo desde o (mais agudo) sopranino até o (mais grave) sub-contrabaixo. Nem todos os tamanhos chegaram a ser frequentemente utilizados, mas sabe-se que foram utilizados, por exemplo, em bandas militares dos Estados Unidos. Alguns tamanhos foram gradualmente abandonados, ou devido a problemas de afinação, ou devido à qualidade sonora superior de outros instrumentos. Hoje em dia, as bandas utilizam as cornetas de pistões para substituir as saxotrompas mais agudas e as tubas (ou alternativamente os helicons ou os sousafones) para substituir as saxotrompas mais graves. As saxotrompas mais vistas hoje em dia são a saxotrompa alto  e a saxotrompa tenor (barítono) .

## Construção
As saxotrompas são feitas de latão, com embocadura de bocal, e são feitas em pelo menos cinco tamanhos (da mais aguda à mais grave): a saxotrompa sopranino em Mi bemol, a saxotrompa soprano em Si bemol, a saxotrompa alto em Mi bemol, a saxotrompa tenor em Si bemol (também conhecida por barítono), e a saxotrompa baixo em Mi bemol (também conhecida por bombardão).

Na altura da sua invenção, as saxotrompas tinham um aspecto diferente de o que têm hoje. A campânula era mais estreita e a tubagem dava menos voltas. Chegaram a ser construídas em dois formatos: um formato vertical [ligação inativa] adequado para a cavalaria, e um formato «sobre o ombro» (over the shoulder) [ligação inativa] adequado para o transporte em infantaria. O formato «sobre o ombro» entretanto desapareceu, enquanto que o formato vertical tornou-se mais compacto, com a tubagem mais enrolada.

## Diferenciação com os fliscornes e tubas
As saxotrompas são frequentemente confundidas com os fliscornes e com as tubas, mas existem diferenças entre esses dois grupos de instrumentos.
- As saxotrompas são sobretudo um desenvolvimento franco-belga enquanto que os fliscornes e as tubas desenvolveram-se na Áustria e na Alemanha.
- As saxotrompas foram desenvolvidas em conjunto, como uma família homogénea, os fliscornes e as tubas desenvolveram-se separadamente.
- As saxotrompas desenvolveram-se adaptando pistões à trompa de postilhão, enquanto que o fliscorne desenvolveu-se adaptando pistões à trompa de chaves e a tuba desenvolveu-se adaptando pistões ao oficleide.
- Por ser um desenvolvimento da trompa de postilhão, as saxotrompas possuem uma tubagem cónica mais estreita (o que confere um som mais brilhante), enquanto que os fliscornes e as tubas possuem uma tubagem cónica mais larga.
- As saxotrompas usam um bocal semi-esférico enquanto que os fliscornes e as tubas usam um bocal com a forma de uma semi-elipsóide (o que confere um som menos brilhante).
- Por ter um tubo ligeiramente mais comprido, as saxotrompas têm facilidade em produzir mais harmónicos; por ter um tubo mais largo as tubas têm mais facilidade em produzir as notas pedais.
- Por ser um desenvolvimento franco-belga, é mais raro encontrar saxotrompas com válvulas rotativas.